# Dvory nad Žitavou
Dvory nad Žitavou (in ungherese Udvard) è un comune della Slovacchia facente parte del distretto di Nové Zámky, nella regione di Nitra.